# カプラン
カプラン（英語：Kaplan）は、アメリカ合衆国フロリダ州のフォートローダーデールに本社を置く大手教育会社。1938年にスタンリー・カプランがニューヨークで創立した。
現在では高等教育（大学や専門学校）から、専門プログラム（ファイナンス等やメディカル）、テスト対策コース、英語学校等を経営・運営している。現在のCEOはAndrew Rosen。2021年度の年間売上高は1.3ビリオン。1984年にアメリカのワシントンポスト社（現 グラハム・ホールディングス）に買収され、子会社になった。

## カプランの事業
Kaplan Higher Education
高等教育事業を展開。通信制（オンライン）の大学やロースクール等をアメリカ各地で展開。
Kaplan test prep
テスト対策のプログラムを展開。GMAT、GRE、Medical Licensing、Nursing,高校入学テスト等をアメリカで展開。
Kaplan Ventures
ベンチャー・キャピタル事業
Kaplan International
主に英語を母国語としない人向けに英語語学学校や大学進学準備、留学生向けのテスト対策用のプログラム等を展開

## その他
- 創業者のスタンレー・カプランは2009年8月に90歳で逝去した。
- Kaplan全体の学生数は年間で100万人を超える。
- 30カ国以上で事業を展開、従業員数は全世界で34000人以上。
- M&Aを頻繁に行い、事業を拡大している。
  - 2000年に Quest Education Corporationを買収。高等教育事業に参入。
  - 2003年に The Financial Training Company（ロンドン）を買収。
  - 2003年に Dublin Business School（アイルランド）を買収。
  - 2005年に Asia Pacific Management Institute を買収APMI Kaplanとしてアジアでビジネス展開。
  - 2006年に Aspect Education（ロンドン）を買収。
  - 2007年に Finsia Educationを買収。
  - 2007年に EduNeering Incを買収。
- 2006年に英語学校のAspect　Education（本社:イギリス・ロンドン）を買収して、語学学校の名前をKaplan Aspectとしたが、2009年に高等教育部門のKaplan International Collegesと統合して語学学校部門も留学生向けの大学入学準備部門もKaplan International Collegesとなった。
- 日本では（株）栄光がKaplan Test Prep and admissions のライセンスのもと学校を経営しているが、Kaplan JapanとKaplanには資本関係はない。